# Frederikshavn (parochie)
Frederikshavn is een parochie van de Deense Volkskerk in de Deense gemeente Frederikshavn. De parochie maakt deel uit van het bisdom Aalborg en telt 7275 kerkleden op een bevolking van 8019 (2004). De parochie omvat de stad Frederikshavn. De voormalige parochie Hirsholmene is bij Frederikshavn gevoegd. Historisch werd de parochie ingedeeld bij de herred Horns.
Abildgård · Albæk · Åsted · Bangsbostrand · Elling · Flade · Frederikshavn · Gærum · Hørby · Hulsig · Jerup · Karup · Kvissel · Lyngsaa · Østervrå · Råbjerg · Sæby · Skærum · Skæve · Skagen · Torslev · Understed · Volstrup
- Virtual International Authority File: 248670102